# Anah (Irak)
Pour les articles homonymes, voir Anah et Ana.
Anah, ou ʾĀna, est une ville d'Irak située sur l'Euphrate à mi-chemin entre le golfe d'Alexandretta et le golfe Persique.  

## Étymologie
Anah, s'écrivait Hanat à l'époque de la Babylone antique (aux environs de 2200 avant notre ère), on la retrouve sous le nom d'a-na-at en 885 av. J.-C. (scribes de Tukulti-Ninurta Ier), puis d'An-at (en -879). Elle devient successivement Anatho (sous la plume d'Isidore de Charax), Anatha (chez Ammien Marcellin). Puis `Ana (ou Anat) chez les écrivains arabes.

## Description
La plupart des écrivains les plus anciens placent son site sur une île. Ainsi le font Tukulti-Ninurta II, Assur-nasir-pal, Isidore de Séville, Ammien Marcellin, Yuanna ibn Sarabiyun, Aboul Féda et Karamani Mehmed Pacha. Plus tardivement Leonhart Rauwolff, en 1574, la trouve divisée en deux villes dont une ville turque séparée de l'autre partie par un fleuve. Texeira, en 1610 affirme quant à lui qu'Anah se trouve au bord d'une rivière, et de même que lui, Pietro Della Valle.  À la fin du XVIIIe siècle, le botaniste André Michaux, puis au début du XIXe siècle son colègue Guillaume-Antoine Olivier la décrivent comme une longue rue, parallèle à la rive droite de l'Euphrate.

## Histoire

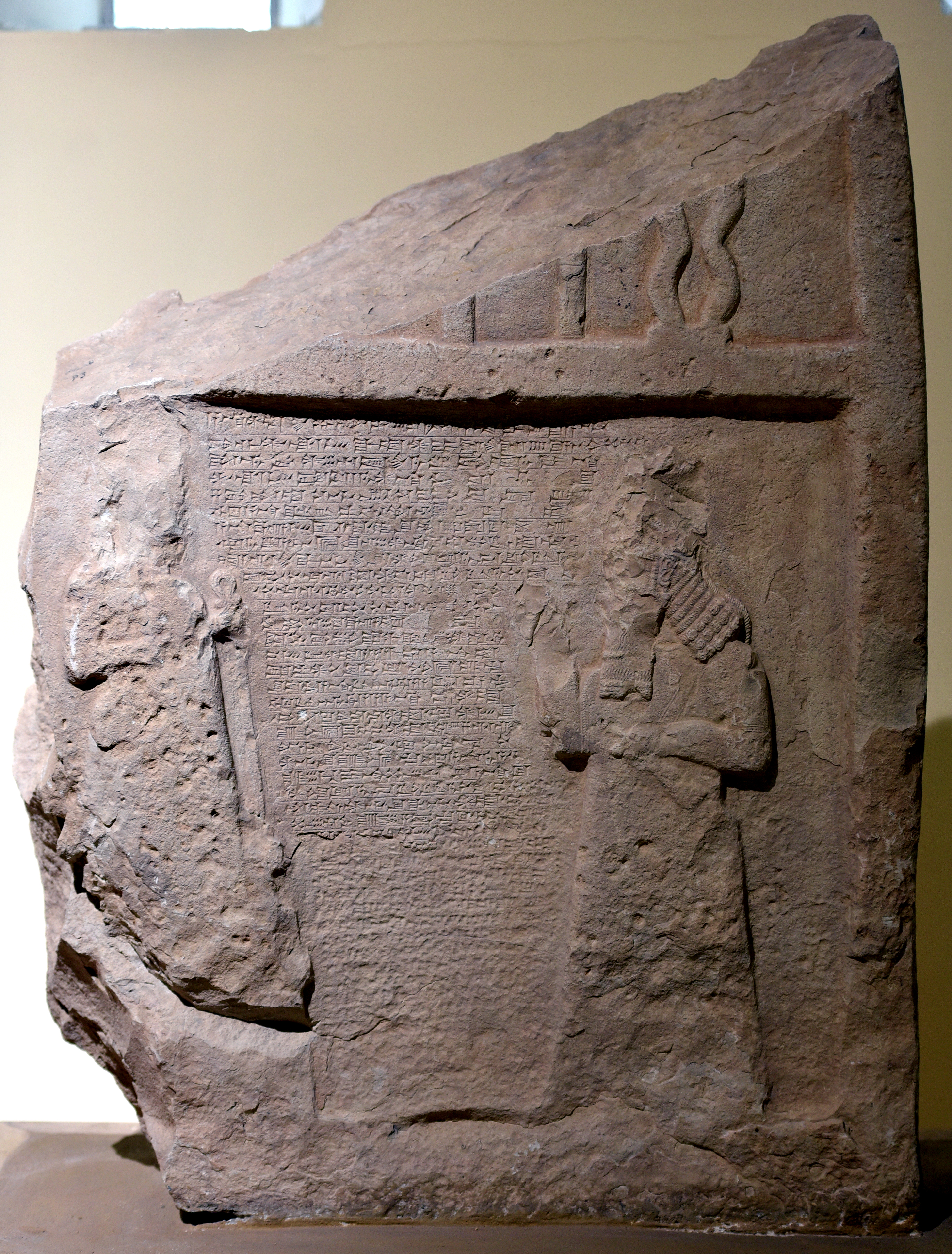
Stèle du gouverneur Ninurta-kudurri-usur de Suhu et de Mari, commémorant la restauration de la statue de culte de la déesse Anat. Musée national d'Irak.

Peu de documents donnent avec certitude des renseignements sur son histoire antique. Une lettre, datant du troisième millénaire av. J.-C., mentionne six hommes de Hanat (Ha-na-at)  impliqués dans les troubles qui se sont produits près de Babylone. On admet communément que le roi assyrien Assurnasirpal II a terminé sa campagne de 879 av. J.-C. avant notre ère devant Anah ; la ville fait alors partie du pays de Suhu, au même titre que le site voisin de Haradu (Khirbet ed-Diniye). Au VIIIe siècle av. J.-C., la ville est le siège d'une dynastie locale, dirigeant le territoire « de Suhu et de Mari », portant le titre de gouverneur au nom du roi d'Assyrie, mais agissant apparemment avec un large autonomie. Des stèles et tablettes portant des inscriptions de ces « rois » ont été mises au jour dans la ville.
C'est à «Ana que l'empereur Julien a rencontré la défaite et terminé sa désastreuse expédition contre les Perses en 363. C'est là aussi que Ziyad et Shureih se sont vu refuser le passage à travers l'Euphrate où il comptait se joindre  à Ali.
Plus tard, en 1058 Anah fut la résidence du calife Qaim Al-Qaim bi-amr-Illah en exil. Au XIVe siècle Anah devint le siège du primat des Perses. En 1610, Pietro Della Valle y retrouve l'écossais, George Strachan, venu à Anah pour étudier l'arabe et officiant en tant que médecin de l'émir. Della Valle y trouve également des adorateurs du soleil[réf. nécessaire].
En 1835, le vapeur Tigre de l'expédition anglaise Euphrate descend vers Anah, près du lieu où les armées de Julien ont souffert d'une tempête similaire. La même année, William Harrison Ainsworth rapporte que  les Arabes habitent la partie nord-ouest de la ville, les chrétiens le centre et les Juifs le sud-est ; peu après, Olivier trouve son prince régnant avec seulement vingt-cinq hommes à son service, la ville est dépeuplée et manque de protection contre les Arabes du désert. Mais Max von Oppenheim (en 1893) y voit 1 800 maisons, deux mosquées et 16 roues hydrauliques.

## Anah aujourd'hui

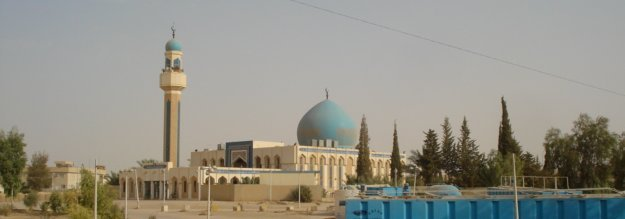
La mosquée d'Anah en 2008

L'Anah moderne est formée d'une seule rue longue de plusieurs kilomètres dont les maisons sont séparées par des jardins fruitiers. Elle forme la frontière entre les zones de culture des oliviers (au nord) et des dattiers (au sud).
Les poètes arabes ont célébré son vin[réf. nécessaire]. À l'exception de ruines d'un antique château ; peut-être celui d'Anatho, les restes d'un minaret attribué à la dynastie des Uqaylides (Ve siècle-XIe siècle) constituent la plus grande richesse patrimoniale de la ville ; cependant, le 22 juin 2006, le minaret fut détruit dans un bombardement attribué à une milice shiite.

### Biographie
- G. A. Olivier, Voyage dans l'empire othoman, etc., iii. 450-459 (1807)
- (de) Carl Ritter, Erdkunde von Asien, vii. b., pp. 716– 726 (1844); W. F. Ainsworth, Euphrates Expedition, i. 401-418 (1888).

### Sources
- (en) Cet article est partiellement ou en totalité issu de l’article de Wikipédia en anglais intitulé « Anah » (voir la liste des auteurs).